# Річки Бельгії

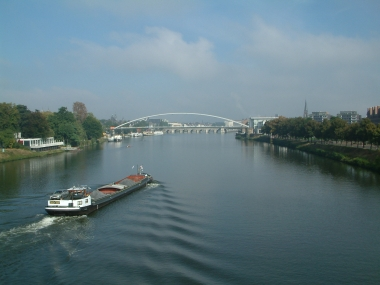
Маас

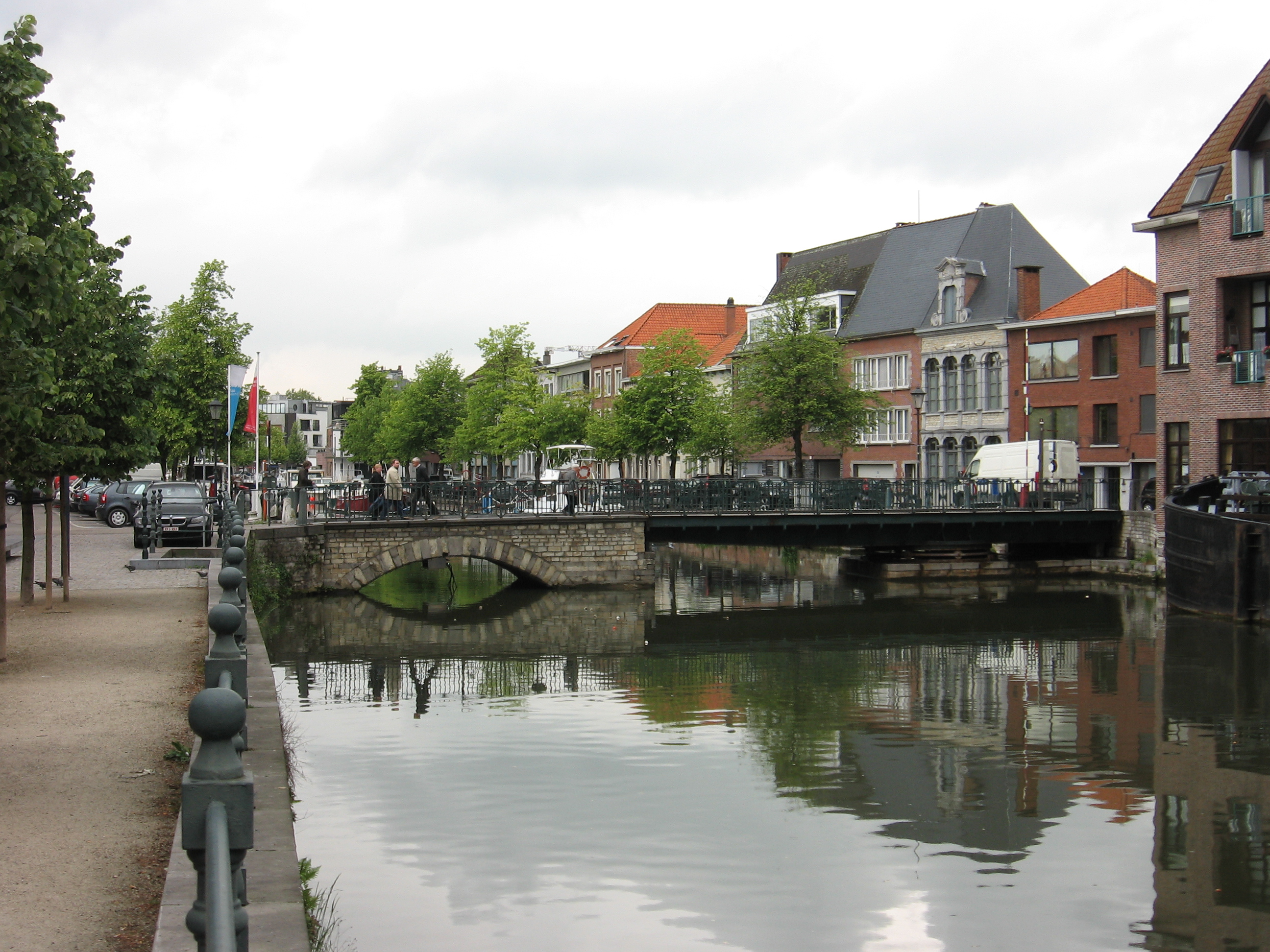
Дейле

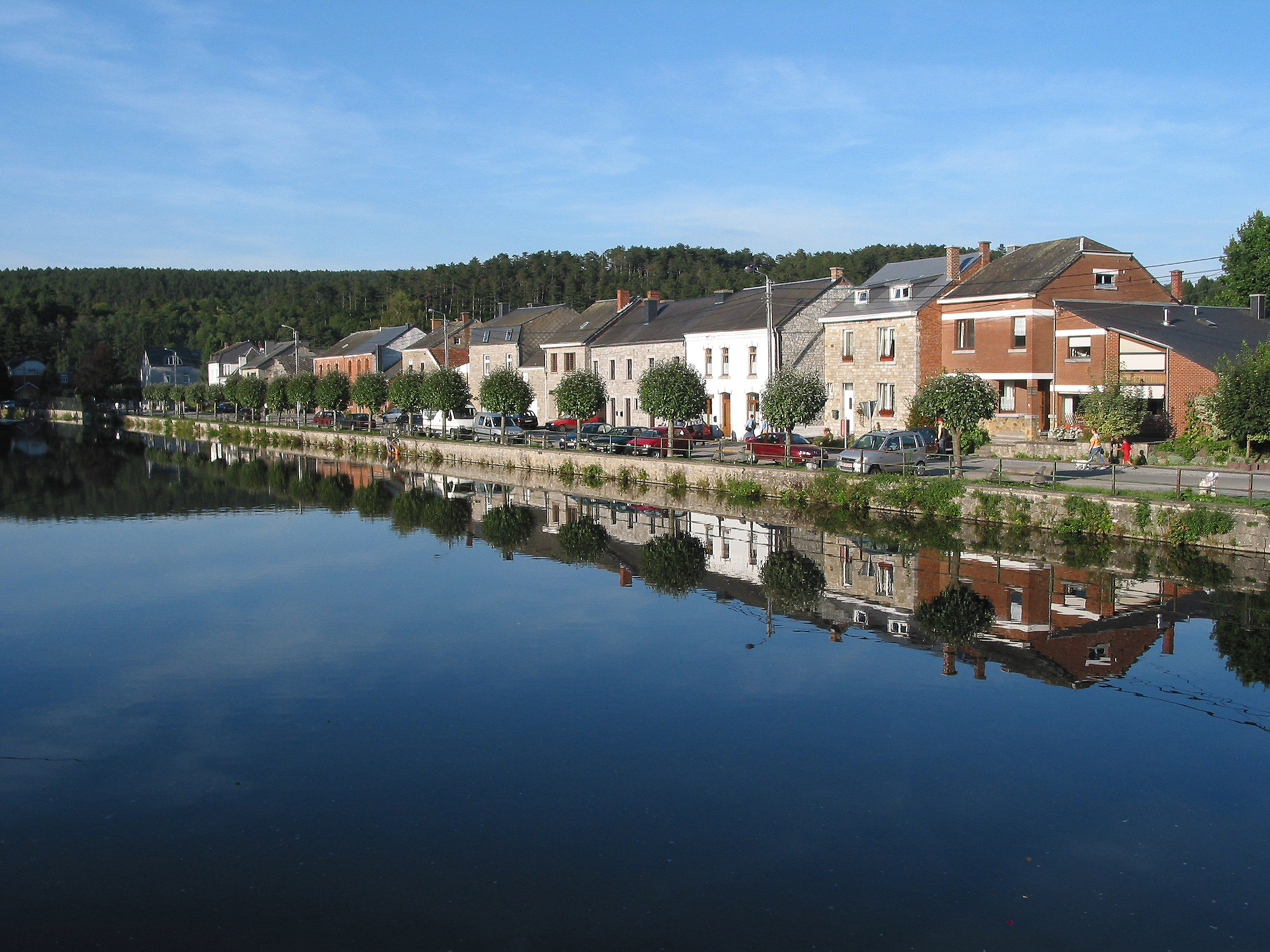
Лес

Річки Бельгії утворюють густу повноводну мережу зі спокійною течією. Найважливішими є річки — Маас з притокою Самбр у Валлонії та Шельда з притокою Ліс у Фландрії. Частина річок Бельгії судноплавні. Максимальний водостік припадає на зимову пору року, в результаті чого в цей період у Нижній Бельгії досить часто бувають паводки. Для регулювання стоку на деяких річках створено мережу каналів, шлюзів та насосних станцій.

## Список найбільших річок за протяжністю[2]
Список найдовших річок Бельгії.
| № | Річка  | Бельгійська назва (фр.) | Довжина територією Бельгії, км | Загальна довжина, км |
| - | ------ | ----------------------- | ------------------------------ | -------------------- |
| 1 | Шельда | Escaut                  | 233                            | 430                  |
| 2 | Маас   | Meuse                   | 192                            | 855                  |
| 3 | Семуа  | Semois                  | 172                            | 198                  |
| 4 | Урт    | Ourthe                  | 165                            | 165                  |
| 5 | Самбра | Sambre                  | 145                            | 230                  |
| 6 | Сенна  | Senne                   | 103                            | 103                  |
| 7 | Нете   | Nethe                   | 90                             | 90                   |
| 8 | Дейле  | Dyle                    | 90                             | 90                   |
| 9 | Лес    | Lesse                   | 84                             | 84                   |